# 薩拉美洲鱥
薩拉美洲鱥（學名：Notropis saladonis），為輻鰭魚綱鯉形目雅羅魚科的其中一種，原分布於北美洲墨西哥格蘭德河支流薩拉多河流域，在當地被稱為 sardinita de salado，本魚呈長橢圓形且側扁，眼大、口近下位，已滅絕，生活習性不明。